# Niu Technologies

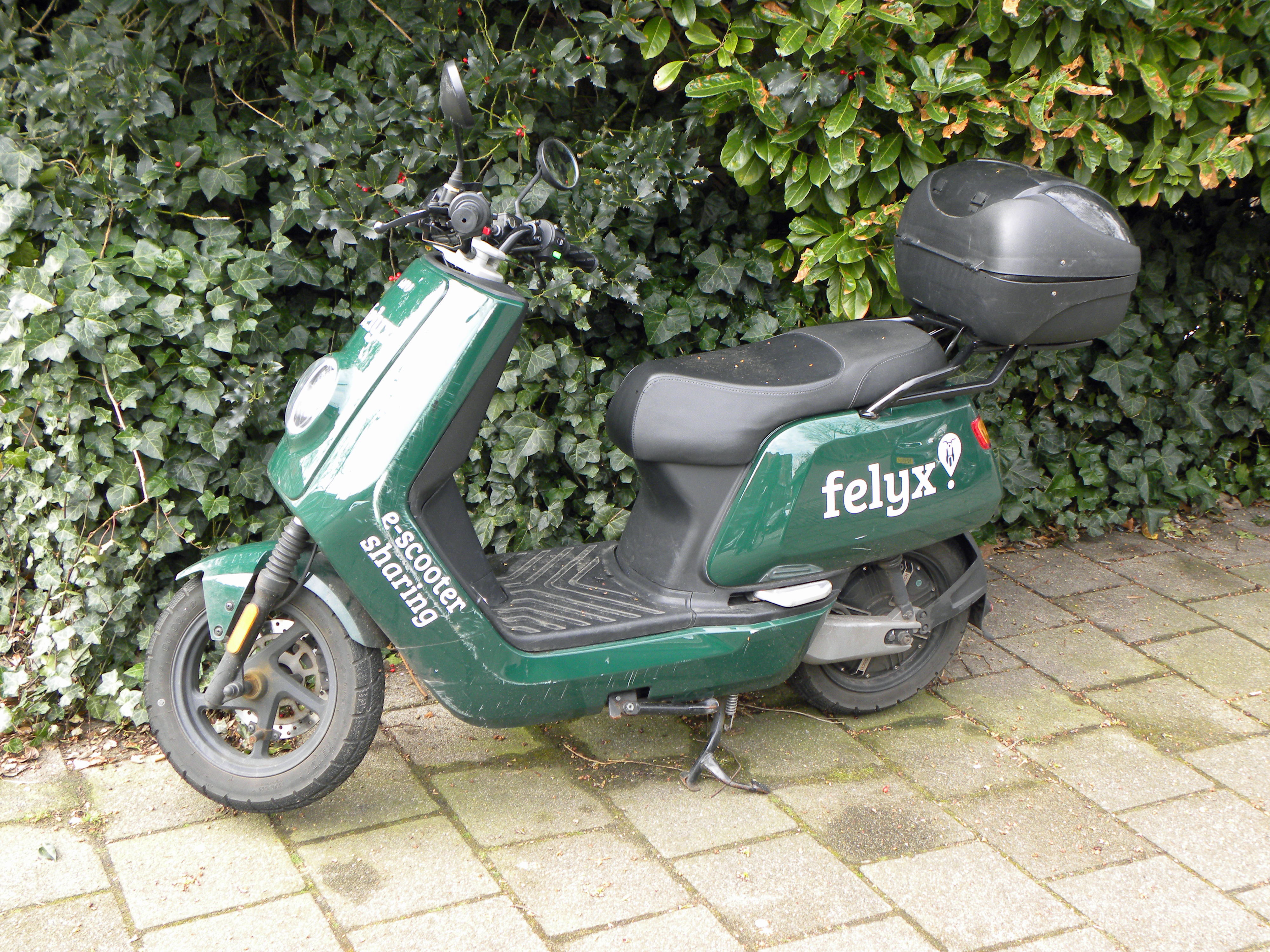
NIU NQi

Niu Technologies – firma zajmująca się hulajnogami elektrycznymi z siedzibą w Pekinie w Chinach. Yan Li jest jej dyrektorem generalnym i dyrektorem operacyjnym od grudnia 2017 r. Założona w 2014 r. przez dwóch byłych pracowników Xiaomi, jest obecnie jednym z największych producentów pojazdów elektrycznych w Chinach.
Hulajnogi Niu są używane przez niektóre przedsiębiorstwa zajmujące się współdzieleniem pojazdów. Revel Transit wystartowało w Nowym Jorku w 2019 r. z 1000 motorowerów Niu, a później rozszerzyło się na Waszyngton, Austin i Miami.
W 2021 r. Lime rozpoczęła program pilotażowy w Waszyngtonie i Paryżu.
W 2021 roku Niu rozszerzyła swoją linię produktów o rowery elektryczne.
Produkty Niu obejmują hulajnogi elektryczne, rowery elektryczne, hulajnogi elektryczne i motocykle elektryczne. Do 2018 roku sprzedał ponad 200 000 pojazdów elektrycznych w 50 krajach, i miał 60% udziału w europejskim rynku skuterów elektrycznych. It zebrała od inwestorów ponad 125 milionów dolarów. We wrześniu 2019 roku ogłosił, że wejdzie na rynek amerykański.
Pojazdy Niu są wyposażone w cyfrowe wyświetlacze, łączność Bluetooth i aplikacje mobilne, które pozwalają użytkownikom śledzić ich przejazdy, mapować trasy i monitorować czas pracy baterii.